# Sarreguemines
Sarreguemines (Duits: Saargemünd) is een gemeente in het Franse departement Moselle in de regio Grand Est. De gemeente telde 20.324 inwoners op 1 januari 2022.
Sarreguemines is de hoofdplaats van het gelijknamige arrondissement en het kanton en tot het in 2015 werd opgeheven was het ook de hoofdplaats van het kanton Sarreguemines-Campagne.

## Geschiedenis
De plaats ontstond bij een rivieroversteek op een kruispunt van wegen. In de 8e eeuw stond hier een landbouwonderneming die omwille van haar strategische ligging werd versterkt en uitgroeide tot een kasteel. Rond het kasteel dat afhing van de hertogen van Lotharingen ontstond een dorp dat in de 14e eeuw stadsrechten kreeg. Naast de textielnijverheid ontwikkelde zich ook de productie van keramiek.
Door de industrialisatie groeide de bevolking snel, van 6.000 in 1850 naar 14.000 in 1900 en 23.000 in 1950. De traditionele industrietakken (textiel en keramiek) verdwenen geleidelijk vanaf de jaren 1960.

## Geografie
De oppervlakte van Sarreguemines bedroeg op 1 januari 2022 29,67 vierkante kilometer; de bevolkingsdichtheid was toen 685 inwoners per km². De gemeente ligt in een dal aan de samenvloeiing van de Saar en de Blies.
De onderstaande kaart toont de ligging van Sarreguemines met de belangrijkste infrastructuur en aangrenzende gemeenten.

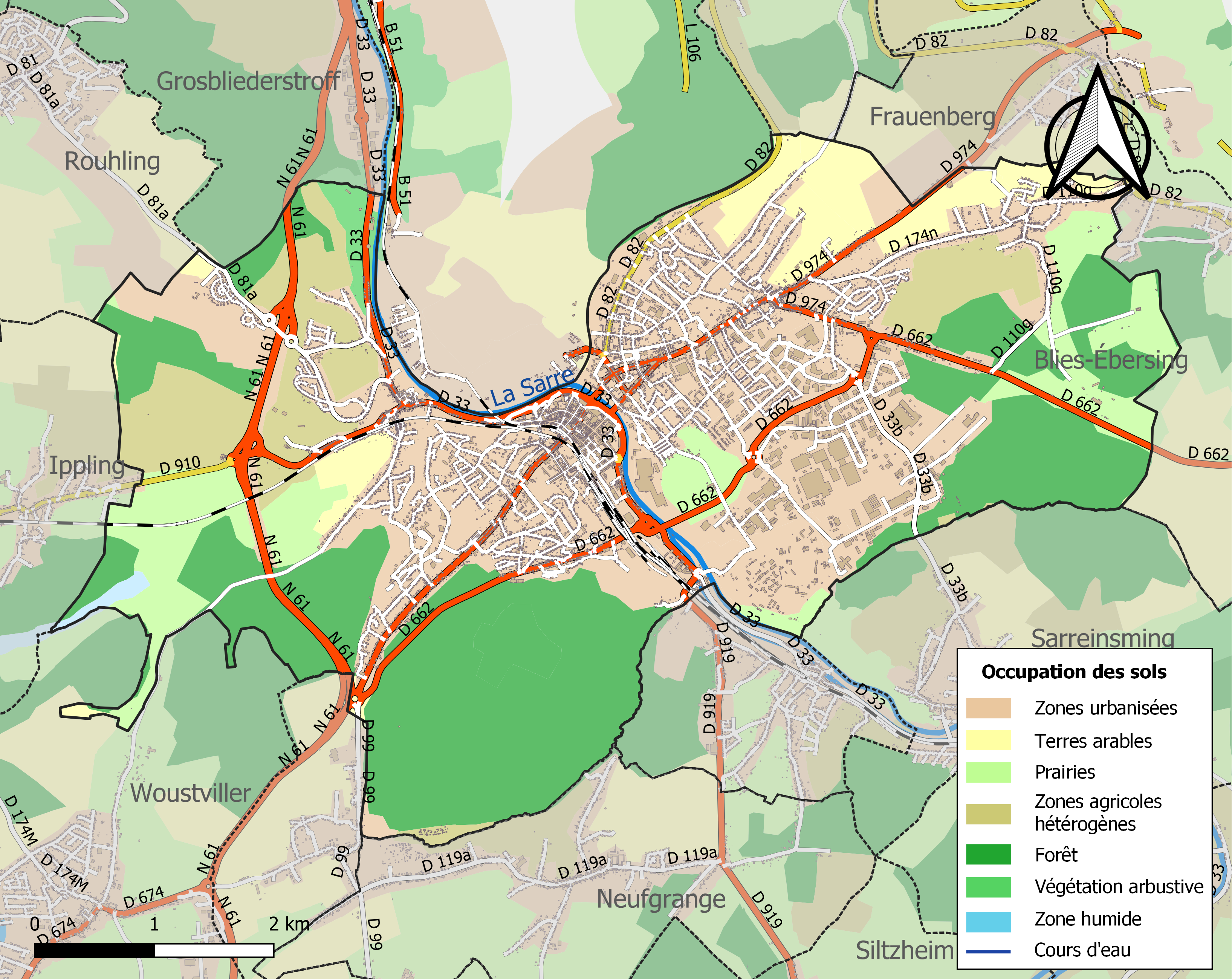

## Demografie
Onderstaande figuur toont het verloop van het inwonertal (bron: INSEE-tellingen).

## Geboren
- Joseph François Rauski (1837-1910), militaire kapelmeester en arrangeur
- Matthieu Sprick (1981), wielrenner
- Erza Muqoli (2005), zangeres en actrice

## Overleden
- Otto Pfeiffer (1882-1955), Duits kunstschilder afkomstig uit de Elzas

## Vervoer

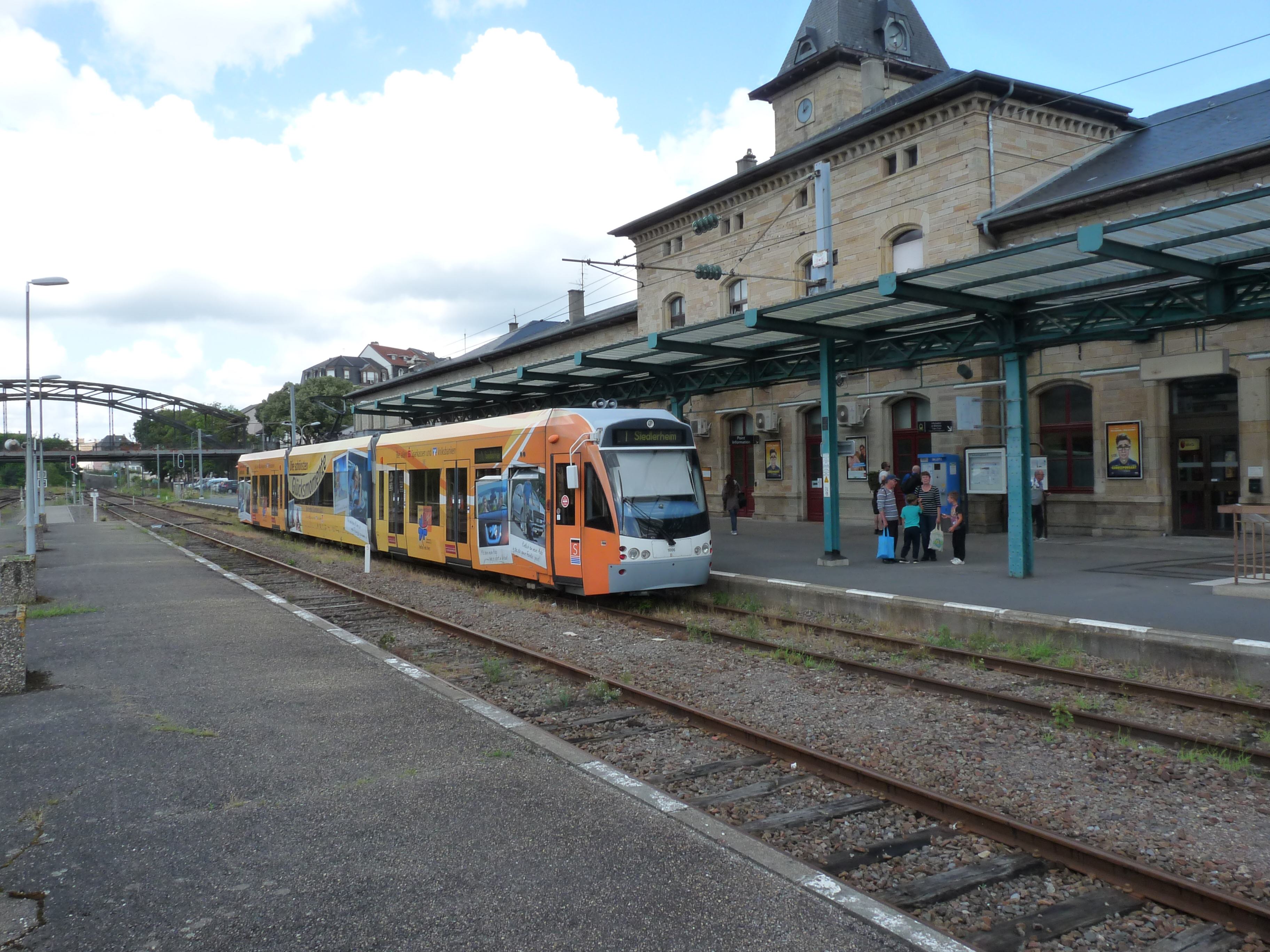
Tram van de Saarbahn in station Sarreguemines

Sarreguemines is via de Saarbahn verbonden met Saarbrücken.